# Mosaic Stadium
Das Mosaic Stadium ist ein Canadian-Football-Stadion in der kanadischen Stadt Regina, Provinz Saskatchewan. Es ersetzte das Mosaic Stadium at Taylor Field von 1936. Es ist die neue Heimspielstätte der  Saskatchewan Roughriders aus der Canadian Football League (CFL). Das Stadion ist Bestandteil des Evraz Place (früher: Regina Exhibition Park), ein Sportkomplex mit Ausstellungs- und Messegelände. Zum Areal gehört neben dem Mosaic Stadium die Mehrzweckhalle Brandt Centre, in der die Eishockeymannschaft der Regina Pats (Western Hockey League) ihre Partien austrägt.

## Geschichte
Am 14. Juli 2012 trafen der Premierminister von Saskatchewan, Brad Wall, der Bürgermeister von Regina, Pat Fiacco, der Präsident und CEO der Roughriders, Jim Hopson, der Vorsitzende des Teams, Roger Brandvold und der Commissioner der CFL, Mark Cohon, im Rahmen des Spiels zwischen den Saskatchewan Roughriders und den BC Lions im alten Mosaic Stadium zusammen. Sie verkündeten die Einigung über den Neubau eines Stadions mit Kosten von 278 Mio. CAD. Die neue Spielstätte sollte wenige hundert Meter westlich von der alten Anlage errichtet werden. Das Stadion wurde vom Architekturbüro HKS, Inc. entworfen. Die Bauarbeiten begannen rund zwei Jahre später am 14. Juni 2014. Mit dem Aushub von 300.000 m³ hätte man mehr als 110 Schwimmbecken mit olympischen Maßen füllen können. Der Unterrang, auf dem sich 65 Prozent der Plätze befinden, wurde zehn Meter im Erdboden versenkt. Die neue Sportstätte bietet eine Fläche von 522.000 sq ft, dies ist mehr als doppelt so viel wie der alte Bau von 1936 mit 250.108 sq ft. Es stehen 33.000 Plätze zur Verfügung, es lässt sich aber auf 40.000 Plätze erweitern. Des Weiteren ist es mit 38 Firmen-Logen sowie Räumlichkeiten für Tagungen, Empfänge, Essen, Galas oder ähnliche Anlässe ausgestattet. Am 1. Oktober 2016 trafen die Universitätsmannschaften der Regina Rams und die Saskatchewan Huskies aufeinander. Diese Partie diente als erster Testlauf für die Anlage. Das erste Spiel der Heimmannschaft wurde am 10. Juni 2017 angesetzt. Die Roughriders traten gegen die Winnipeg Blue Bombers an. Das erste reguläre Saisonspiel wurde wenige Wochen später am 1. Juli ausgetragen. Der Gegner waren wiederum die Blue Bombers.

## Veranstaltungen
- Das US-amerikanische Fußball-Franchise New York Cosmos traf in einem Freundschaftsspiel am 22. Juli 2017 auf den spanischen Club FC Valencia. Cosmos bezwang den mehrfachen Meister und Pokalsieger mit 2:0.[3]

- Im Rahmen der NHL Heritage Classic sollen am 26. Oktober 2019 die beiden kanadischen Eishockeyteams der Calgary Flames und der Winnipeg Jets im Mosaic Stadium aufeinandertreffen.[4]

- Für den 108. Grey Cup, das Endspiel der Canadian Football League, im Jahr 2020 wurde die Spielstätte der Roughriders ausgewählt. Die Partie soll am 22. November des Jahres stattfinden.[5]

- Neben den sportlichen Ereignissen wird das Stadion u. a. für Konzerte genutzt. Es traten z. B. Bryan Adams, Guns n’ Roses, die Eagles, Garth Brooks, Our Lady Peace und Johnny Reid auf.[6]

## Galerie

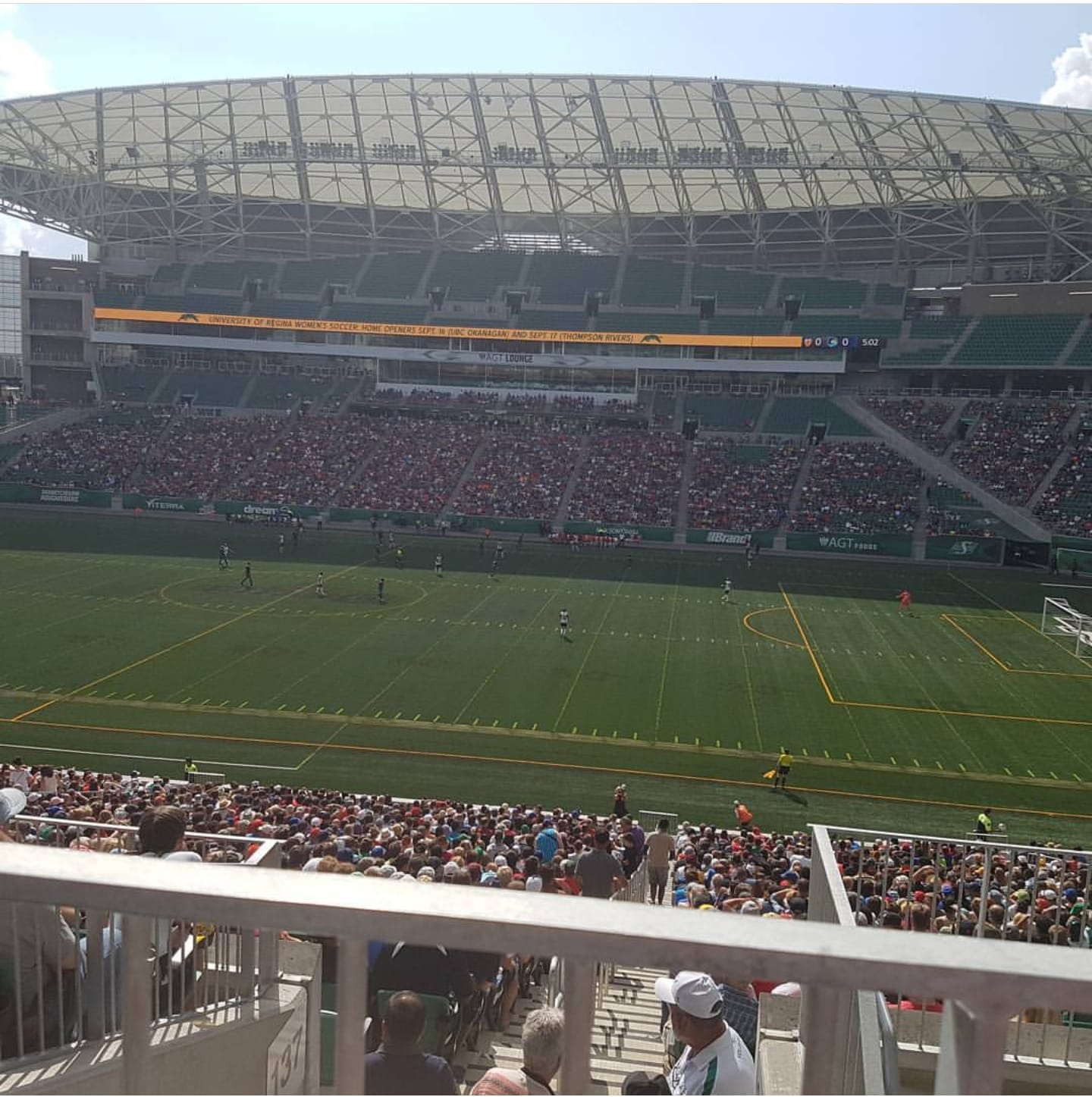
Das Mosaic Stadium während eines Fußballspiels im Oktober 2018
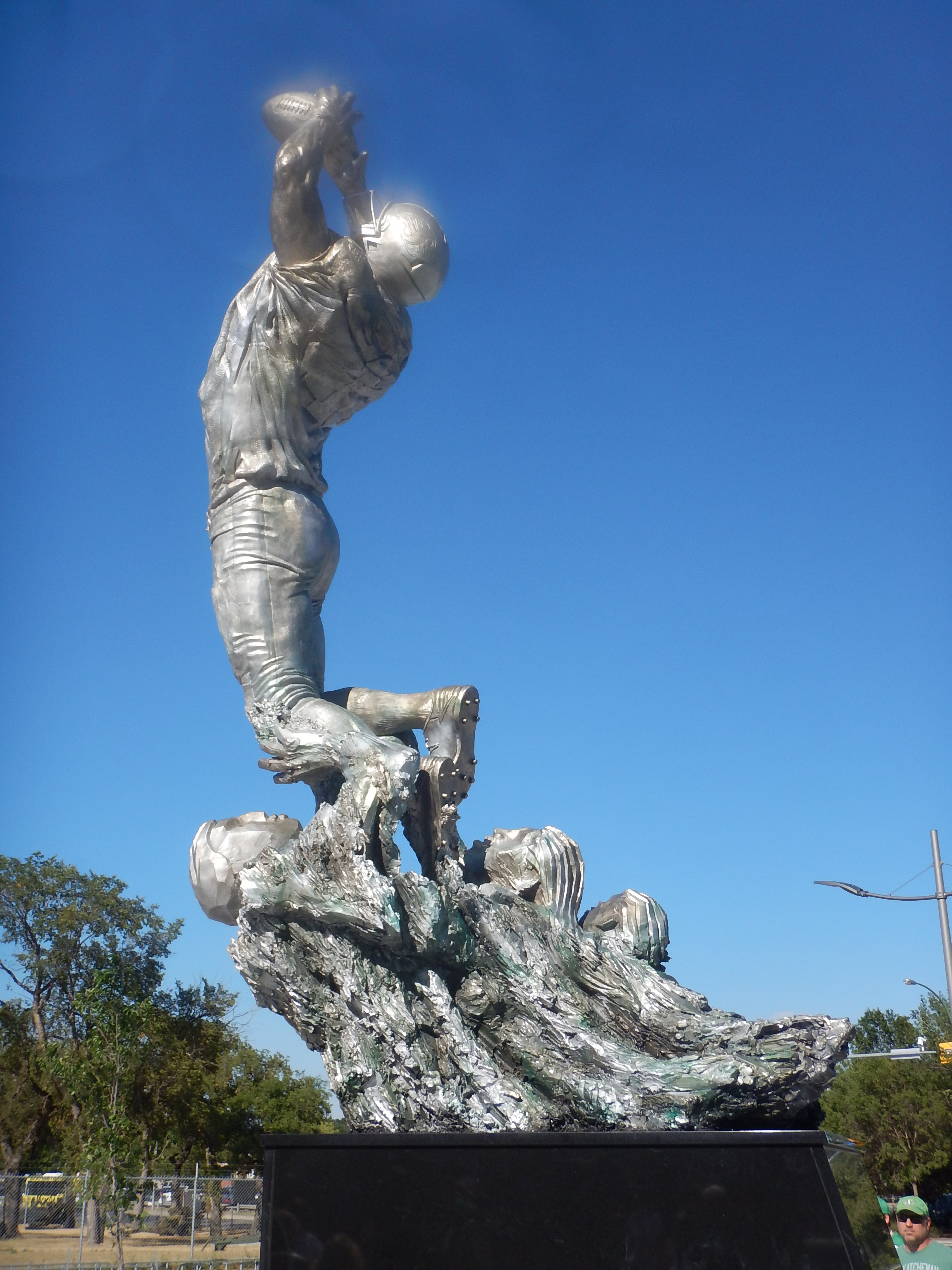
Eine Statue aus Silberbronze auf dem Stadiongelände (August 2017)
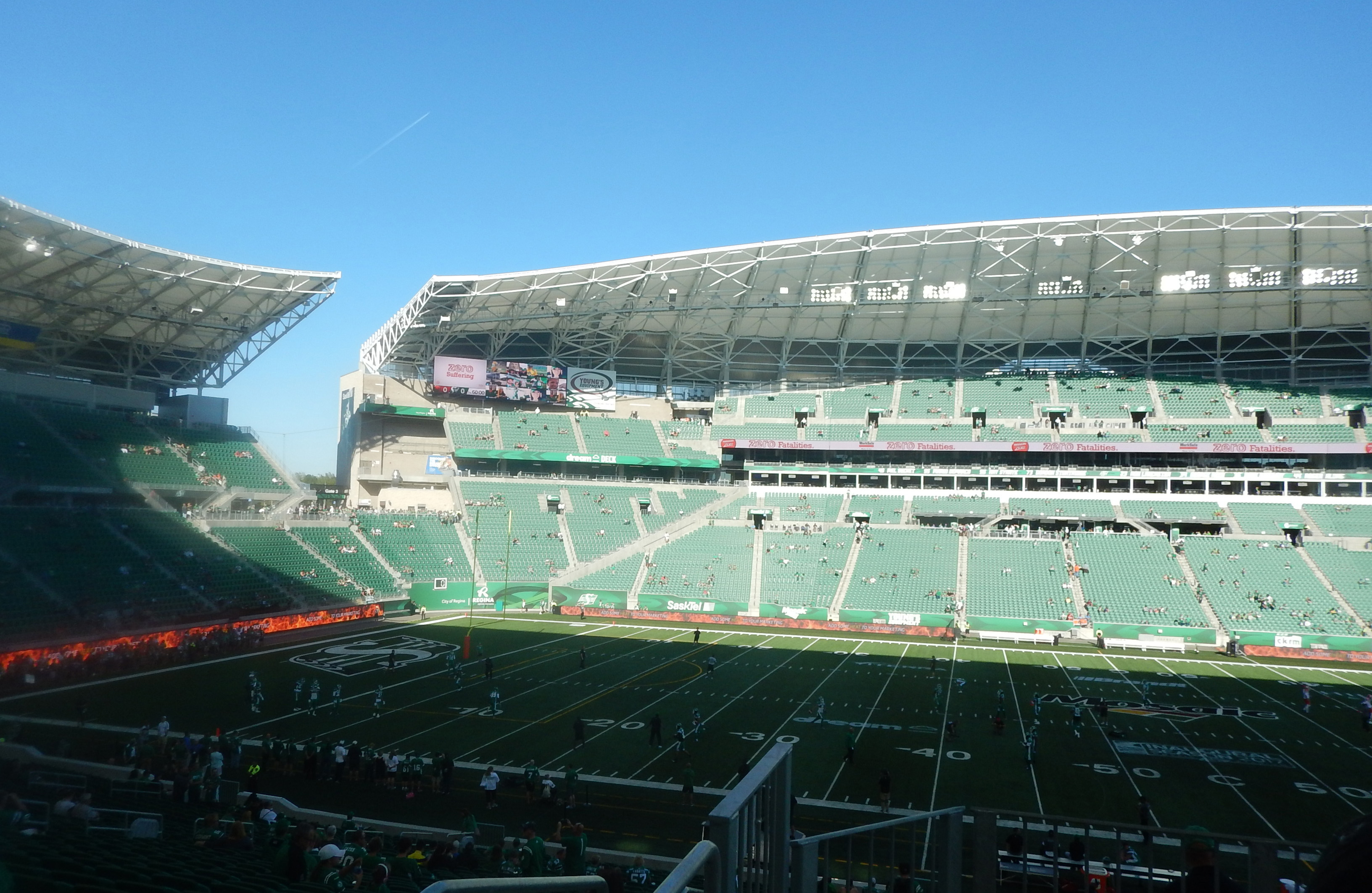
Blick in den Innenraum (August 2017)
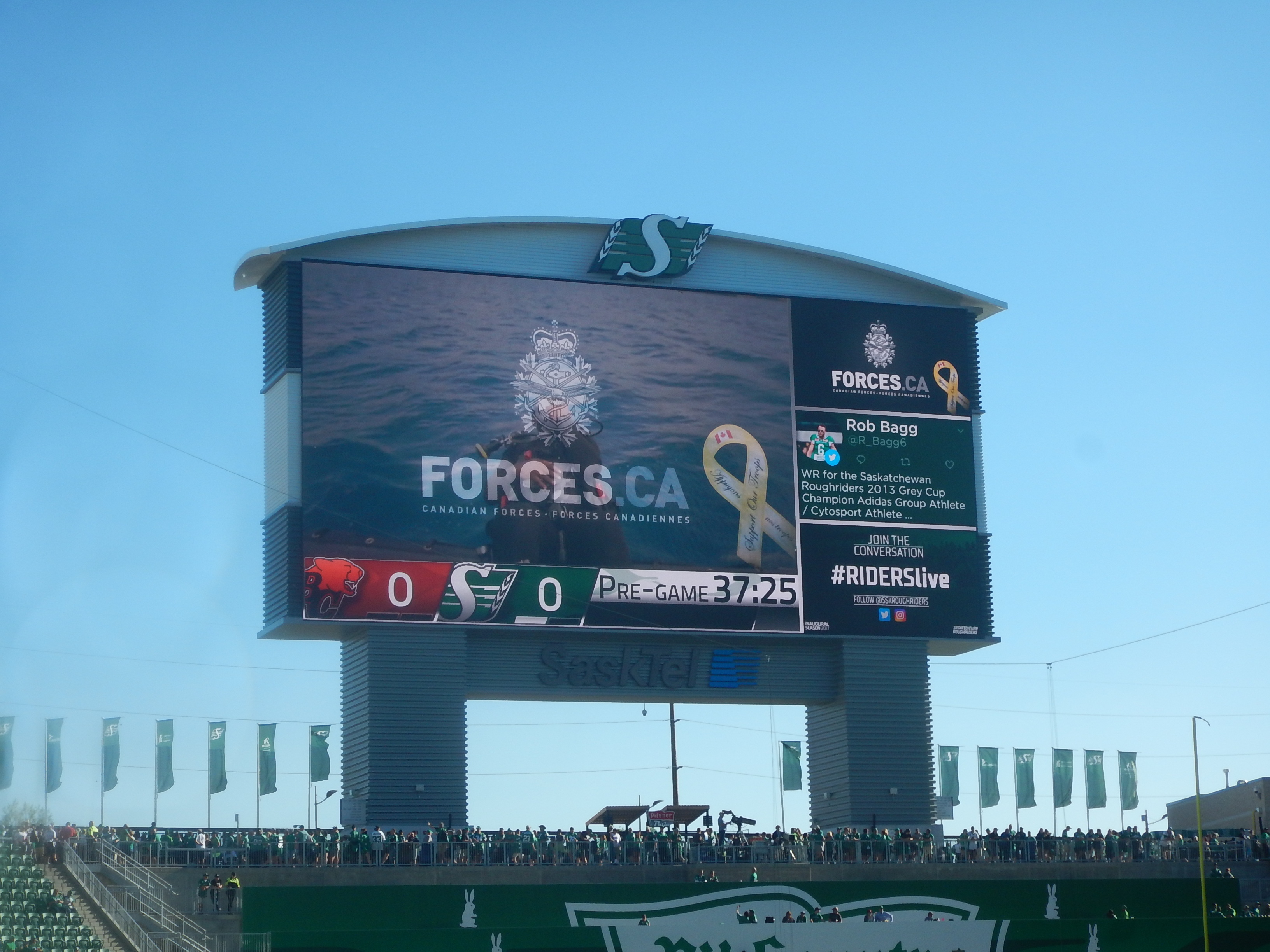
Die Anzeigetafel (August 2017)